# Atlantique (film)
Atlantique è un film del 2019 diretto da Mati Diop.
La regista e cosceneggiatrice, al suo esordio con un lungometraggio, ha ripreso una storia narrata in un suo precedente cortometraggio.
Ha vinto il Grand Prix Speciale della Giuria al festival di Cannes 2019, dove ha concorso per la Palma d'oro, rendendo Diop la prima donna di colore a dirigere un film del concorso principale.

## Trama
In un sobborgo di Dakar, lungo la costa atlantica, sta per essere inaugurata ufficialmente una torre dall'aspetto futuristico. Gli operai edili non vengono pagati da mesi. Una notte, i lavoratori decidono di lasciare il paese via mare, alla ricerca di un futuro migliore in Spagna. Tra loro c'è Souleiman, l'amante di Ada. Tuttavia, Ada è fidanzata con un altro uomo, il ricco Omar. Ada è profondamente preoccupata per Souleiman, mentre aspetta notizie del suo destino in vista del suo matrimonio. Il giorno del suo matrimonio, il letto di Omar prende misteriosamente fuoco in un sospetto incendio doloso e un giovane detective viene incaricato di indagare sul caso.
Nei giorni seguenti Ada viene sospettata e sottoposta a interrogatori e test di verginità. Nel frattempo la sua amica Fanta e il giovane detective sono affetti da una misteriosa malattia. Emerge lentamente che gli spiriti degli uomini dispersi in mare sono tornati e ogni notte si impossessano dei corpi di altri abitanti di Dakar. La maggior parte si concentra sul magnate che ha trattenuto la loro paga, costringendoli ad attraversare il mare. Chiedono la loro paga, minacciando di bruciare la torre altrimenti. Quando ricevono la paga dal magnate, lo costringono a scavare le loro tombe in modo che i loro spiriti possano riposare. Ma Souleiman vuole solo stare con Ada. Sfortunatamente, ha posseduto il giovane detective, che inizialmente spaventa Ada. Ma mentre incontra gli altri spiriti, incluso uno che possiede Fanta, capisce e trascorre la notte con il detective posseduto dallo spirito di Souleiman: lei vede, riflesso nello specchio, il corpo del suo amato. Durante la revisione del filmato del matrimonio, il detective aveva visto che era stato lui stesso, sempre posseduto dallo spirito di Souleiman, ad appiccare l'incendio del materasso. Chiude il caso.

## Distribuzione
È stato presentato in anteprima il 16 maggio 2019, in concorso alla 72ª edizione del Festival di Cannes.

## Riconoscimenti
- 2019 - Festival di Cannes[5][6]
  - Grand Prix Speciale della Giuria
  - In competizione per la Palma d'oro
  - In competizione per la Caméra d'or
- 2019 - Chicago Film Critics Association Awards[7]
  - Candidatura per il premio Milos Stehlik al miglior regista rivelazione a Mati Diop
- 2019 - Los Angeles Film Critics Association Awards[8]
  - Miglior fotografia a Claire Mathon
- 2019 - National Board of Review Awards[9]
  - Migliori film stranieri dell'anno
- 2019 - New York Film Critics Circle Awards[10]
  - Miglior opera prima
- 2020 - Critics' Choice Awards[11]
  - Candidatura per il miglior film straniero